# كثير بن أحمد
كثير بن أحمد بن شهفور (توفي عام 919 م) كان أمير سيستان من عام 917 حتى وفاته.

## الحياة
كان كثير ابن ضابط خدم في جيش عمرو بن ليث الصفاري. قبل توليه الإمارة، عمل وسيطًا خلال غزو السامانيين لسيستان عام 911. بعد أن سيطر السامانيون على سيستان، انتهى به المطاف في خدمة الحاكم أبي يزيد خالد، الذي انتزع سيستان من السامانيين ثم خلع عنه السيادة العباسية. شارك كثير في غزو أبي يزيد خالد لكرمان وفارس عام 917، والذي هُزم فيه وقُتل.
بعد الهزيمة، عاد كثير إلى سيستان برفقة جزء من جيش أبي يزيد خالد، واعتُرف بإمارته في زرنج في 19 أيار 917. وسرعان ما تبعته المناطق التي تتبع لسيستان (بست، والرخاخ، وزمندوار). وبدعم من العياريين المحليين، هزم جيشًا أرسله بدر بن عبد الله، حاكم فارس وكرمان، لاستعادة المحافظة.
على الرغم من ذلك، لم يكن كثير واثقًا من قدرته على النجاة من هجوم شامل سيشنّه بدر عليه، فسعى إلى التقارب مع العباسيين. أطلق سراح الأسرى الذين أُسروا في المعركة مع جيش بدر، وقدّم الجزية لبغداد؛ فقبلت حكومة الخلافة هذه البادرة. ولكن ما إن استقر السلام، حتى اُغتِيل كثير نتيجة مؤامرة تورط فيها زعيم عياري، وقائد قواته الهندية، وضابط يُدعى أحمد بن قدام. ويُزعم أن السبب وراء القتل هو إساءة كثير معاملة أحد الفقهاء. وأصبح أحمد بن قدام أميرًا بعد وفاة كثير.